# Baron (noblesse)
Pour les articles homonymes, voir Baron.
 (juillet 2025).
Si vous disposez d'ouvrages ou d'articles de référence ou si vous connaissez des sites web de qualité traitant du thème abordé ici, merci de compléter l'article en donnant les références utiles à sa vérifiabilité et en les liant à la section « Notes et références ».
Baron est un titre de noblesse.

Couronne héraldique des barons français.

Le mot vient du terme latin baro, dont l'étymologie est incertaine. Ce pourrait être un mot archaïque baro (homme libre) apparenté au vieil anglais beorn (homme guerrier). Le passage au sens de « noble » s'est fait ensuite par l'intermédiaire du composé vieux-francique sacebaro (subordonné du comte chargé de percevoir les amendes), formé avec un préfixe pouvant avoir le sens (litige) en rapport avec le vieux norrois saka (accuser).
Dans la hiérarchie moderne des titres de noblesse, baron est un titre inférieur à celui de vicomte, mais supérieur à celui de chevalier. La femme et plus rarement la fille d'un baron porte le titre de baronne, tandis que le mari d'une baronne (dans le cas d'un anoblissement à titre personnel, comme cela peut être le cas en Belgique) ne peut jamais porter le titre reçu par son épouse.
Les titres de baron et de comte sont au croisement de tous les systèmes nobiliaires en Europe.

## En Allemagne
Le titre de baron (en allemand : Freiherr pour les hommes et Freiin pour les femmes) est un titre de noblesse dont le rang est immédiatement supérieur à celui de chevalier (Ritter) et immédiatement inférieur à celui de comte (Graf).
Le système nobiliaire allemand naît sous le Saint-Empire romain germanique (962-1806) et se perpétue sous la Confédération du Rhin (1806-1814) et la Confédération germanique (1815-1866), puis sous l'Empire allemand (1871-1918). Une noblesse allemande unique n'a jamais existé.[Quoi ?]
La noblesse allemande est abolie à la chute de l'Empire allemand à la fin de la Première Guerre mondiale en 1918. Cependant à la fin de la Seconde Guerre mondiale, on assiste à l'émergence d'une noblesse allemande « unifiée »[Quoi ?] à la suite de la formation le 15 mai 1956 de l'Association des associations de la noblesse allemande (Vereinigung der Deutschen Adelsverbände).
La noblesse allemande ou germanique se caractérise pour ses membres par l'usage de particules nobiliaires : am, an, auf, auf der, aus der, im, vom, von (la plus courante), von dem, von den, von der, von und zu, zu, zum, zur.
La particule nobiliaire dans la noblesse allemande se porte comme suit :
- après le prénom : Herbert von Karajan ;
- après le titre de politesse ou de civilité : Herr/Monsieur von Karajan ;
- après le titre de noblesse : Le prince von Bismarck ;
- après un titre ou une fonction : le maréchal von Kleist, le colonel comte von Stauffenberg, le comte von Zeppelin, etc.

En 1945, les troupes soviétiques russes envahissement l'Allemagne de l'Est. Cette invasion divise et bouleverse la société allemande. Le droit à la propriété privée est aboli par le nouveau régime communiste et toutes les propriétés sont nationalisées. Depuis la réunification allemande le 03 Octobre 1990, le droit à la propriété privée est rétabli. 
De nombreuses familles nobles allemandes ont entamé des procédures de restitution des biens spoliés par le régime communiste. Plusieurs familles nobles allemandes ont pu racheter et restaurer leurs anciennes propriétés de famille dans le Mecklembourg, la Poméranie, la Saxe-Anhalt, le Brandebourg, la Thuringe et la Saxe. Ces restaurations constituent un effort financier pour les familles qui mobilisent et dynamisent localement l'ensemble des corps de métier du bâtiment.
Si certains anciens propriétaires ont bel et bien retrouvé leurs propriétés, il reste encore de nombreuses demeures abandonnées dans les campagnes de l'ex-Allemagne de l'Est, non encore récupérées par leurs anciens propriétaires.

## En Angleterre (Royaume-Uni)

Coronet du baron britannique.

La noblesse britannique est l'ensemble des personnes qui portent officiellement dans le Royaume-Uni un titre de noblesse.
Dans le système nobiliaire britannique il ne faut pas le confondre avec le baronnet. En Angleterre, le titre de baron est le plus bas degré des pairies d'Angleterre, d'Irlande, de Grande-Bretagne et du Royaume-Uni. Quelques titres de noblesse sont attribués sous chaque règne à des personnalités. Certains titres sont héréditaires, d'autres ne le sont pas. 
Les titres de noblesse anglais sont les suivants : 1) prince, 2) duc, 3) marquis, 4) comte, 5) vicomte, 6) baron, 7) baronnet, 8) chevalier, 9) écuyer. 
Les noms nobles anglais ne possèdent pas de particule (ex. : Lord Attenborough, Baron Londesborough, Vicomte Hereford...).
On s'adresse à lui par lord N. et ses enfants reçoivent le titre de Honourable, abrégé en Hon.

## En Autriche (ex-Empire d'Autriche-Hongrie)
Le système de la noblesse autrichienne est très proche de celui en cours en Allemagne en raison de leur origine commune dans la noblesse du Saint-Empire romain germanique. La noblesse a été officiellement abolie à la chute de l'Empire austro-hongrois en 1919.
Les anciennes familles nobles et leurs descendants font toujours partie de la société autrichienne contemporaine mais ne disposent plus des privilèges qui furent les leurs.
Dans l'empire d'Autriche, les titres de noblesse sont les suivants : 1) prince, 2) comte, 3) baron, 4) chevalier, 5) noble sans titre.

## En Belgique
La noblesse belge plonge ses racines dans la noblesse des Pays-Bas méridionaux, dans la noblesse du Saint-Empire romain germanique, dans le système nobiliaire des Habsbourg et dans le système nobiliaire français.
Depuis 1830, la Constitution belge (en son article 113) prévoit que le roi peut accorder des titres nobilaires, sans y attacher aucun privilège . Mais l'usage de faux titres de noblesse, entraîne de lourdes condamnations (article 230 du code pénal ). Quelques titres de noblesse sont attribués sous chaque règne à des personnalités. Certains titres sont héréditaires, d'autres ne le sont pas. 
En Belgique, la hiérarchie nobiliaire est la suivante : Écuyer, Chevalier, Baron, Vicomte, Comte, Marquis, Duc et Prince.
Le titre de Baron est supérieur à celui de Chevalier et inférieur à celui de Vicomte.

## En Bretagne
Contrairement à la hiérarchie utilisée en France, le titre de baron est le plus élevé. À partir de 1451, le duc introduit un nombre maximum de neuf barons pouvant siéger aux États en référence aux neuf évêchés bretons. On distingue alors les baronnies comme suit :
- baronnie d'ancienneté : une des nombreuses seigneuries citées comme baronnies avant 1451 ;
- baronnie d'États : une des seigneuries officiellement reconnues comme ayant le droit de garder leur dignité et titre de baronnie lors des sessions des États de Bretagne ;
- ancienne baronnie d'États : baronnie d'État sans érection. Il y en six incontestablement reconnues : Léon, Vitré, Fougères, Châteaubriant, Retz, La Roche-Bernard et Ancenis, et deux temporairement tolérées : Pontchâteau, et Pont-L'Abbé ;
- nouvelle baronnie d'États : baronnie d'État avec élection. Il n'y en a que huit et seulement deux ducs et une duchesse de Bretagne en ont érigé : Pierre II, François II et Anne. Dans l'ordre de leur première élection :
  - Derval (19 mai 1451),
  - Malestroit (22 mai 1451),
  - Quintin (23 mai 1451),
  - Lanvaux (24 mars 1464 puis réérigée le 4 septembre 1485),
  - Avaugour (24 septembre 1480),
  - Coëtmen (6 septembre 1487),
  - La Hunaudaye (6 septembre 1487),
  - Pont-L'Abbé (décembre 1493, confirmée en 1505-1506),
  - Pontchâteau (5 juin 1630), élection déguisée par Louis XIII.

## En Bulgarie
En 1908, la Principauté de Bulgarie devient le Royaume de Bulgarie.

## En Écosse (Royaume-Uni)
En Écosse, le titre de baron, qui était attaché à une terre, n'a jamais été un titre de la pairie (le titre le plus bas dans la hiérarchie de la pairie d'Écosse est Lord of Parliament, en général abrégé en Lord). Les barons écossais ont perdu leurs droits de juridiction avec l'abolition de la féodalité par l'Abolition of Feudal Tenures, etc. (Scotland) Act 2000, entré en vigueur le 28 novembre 2004, qui préserve cependant leur dignité. La qualité de baron écossais, qui peut être cédée, de même que celle — anglaise — de lord of the manor, est un titre d'origine féodale sans noblesse attachée. Ce titre, héréditaire et transmissible par ordre de primogéniture, est précédé à l'écrit du prédicat The Much Honoured (le très honoré) ; il donne le droit aux barons de timbrer les armes que leur octroie le Lord Lyon d'Écosse (mais pas d'une couronne, réservée aux pairs).

## Au Danemark
Au royaume du Danemark, la noblesse danoise est divisée entre la noblesse dite « ancienne » et la noblesse dite « moderne ». La noblesse ancienne date d'avant la période de la Réforme. 
Les titres de la noblesse sont les suivants : 1) Prince, 2) Duc, 3) Comte, 4) Baron.

## En Espagne
En Espagne, il existait deux types de baronnies : les anciennes juridictions féodales du royaume d'Aragon et Valence e.g. la baronnie de Polop (en espagnol Baronía de Polop), et les titres accordés par les souverains depuis le XVIe siècle, titres qui n'avaient pas d'assise féodale.
La hiérarchie des titres de la noblesse espagnole : 1) Grande d'Espagne 2) Duc 3) Marquis 4) Comte 5) Vicomte 6) Baron 7) Seigneur 8) Hidalgo.
Quelques titres de noblesse sont attribués sous chaque règne à des personnalités. Certains titres sont héréditaires, d'autres ne le sont pas. Le roi Juan Carlos I a octroyé 55 titres de noblesse. Plus récemment, le roi Felipe VI a anobli 06 personnalités.

## En Estonie et en Lettonie (noblesse germano-balte, barons baltes)
Les descendants des chevaliers Porte-Glaive (intégrés à l'ordre des chevaliers Teutoniques) fondent la noblesse allemande de la Baltique. Issu de familles nobles, les allemands baltes étaient des populations de culture et de langue allemande, minorité dominante, grands propriétaires fonciers. À la Réforme, les Chevaliers teutoniques baltes deviennent les Barons baltes.
Du XIIe au XXe siècle, la noblesse germano-balte était composée de familles d'écuyers (Junkers), de chevaliers (Ritter), de barons (Freiherren), de comtes (Gräfe) et de ducs (Herzöge), sur le modèle nobiliaire suédois. Les membres des chevaleries baltes se considèrent théoriquement comme égaux.
Les territoires baltes conquis par les chevaliers de l'ordre Teutonique deviennent des duchés de Suède. Des suites de la grande guerre du Nord en 1710, les duchés suédois d'Estonie, de Courlande et de la Livonie sont séparés du royaume de Suède, et annexés à l'Empire russe en 1721. Pour autant, la langue allemande reste la langue administrative.
Au XVIIIe siècle, la noblesse germano-balte ou allemande de la Baltique est intégrée progressivement à la noblesse russe.
La Première Guerre mondiale (1914-1918) et la chute de la monarchie russe (1917) entrainent successivement l'abolition en tant que corps social, de la noblesse russe, de la noblesse germano-balte et de la noblesse polonaise.
Au traité de Versailles de 1919, l'Estonie et la Lettonie se sont constitués en République à partir des territoires des duchés de Livonie, d'Estonie et de Courlande. Les réformes agraires en Estonie de 1919 et en Lettonie de 1920, puis le Pacte germano-soviétique signé en 1939, font perdre aux familles nobles germano-baltes leurs propriétés et anciennes bases foncières. Un grand nombre de châteaux, de manoirs sont devenus des ministères, des musées, des écoles, des lycées, des établissement publics... 
Depuis la fin de l'URSS et la proclamation de l'indépendance des pays baltes (1991), membres de l'Union européenne et de l'OTAN (2004), la restitution des biens disponibles a été autorisée par les autorités avec le retour à la propriété privée. Quelques descendants des anciens propriétaires ont pu racheter et restaurer pour partie leurs anciennes propriétés de famille confisquées en 1919-1920.
L'Association des chevaleries baltes est aujourd'hui membre de l'Association des associations de la noblesse allemande.

## En Finlande
La Finlande fit partie intégrante du royaume de Suède jusqu'en 1809. L'origine de la noblesse finlandaise est donc la même que celle de Suède. La couronne de Suède perdit la Finlande au profit de l'Empire russe après la guerre de 1808-1809.
La grande-principauté de Finlande, devenue le grand-duché de Finlande, était une partie autonome de l'Empire russe jusqu'en décembre 1917. Après la chute de la monarchie russe (1917) et à la fin de la Première Guerre mondiale (1914-1918), l'indépendance du Grand-duché de Finlande fut reconnue et la République de Finlande proclamée.
Les familles suédoises nobles résidant en Finlande furent immatriculées dans une nouvelle maison de la noblesse finlandaise fondée en 1818. Comme dans le Royaume de Suède, les noms des familles nobles finlandaises ne possèdent pas de particule. Juste le titre et le nom de famille. 
Les titres de la noblesse finlandaise sont : 1) prince (Ruhtinas), 2) comte (Greve), 3) baron (Friherre), 4) noble (Adelsman).

## En France
Au Moyen Âge, le terme baron désigne tout membre de la haute aristocratie, qui tient directement son fief du roi. Les Montmorency se qualifiaient de premiers barons de France, de premiers barons chrétiens. Les barons de cette époque sont parmi les plus vieilles familles de France. De ce fait, les fiefs de chevalier se trouvant dans les comtés ont pris le nom de baronnie. Les seigneurs des baronnies n'ont que tardivement porté le titre de baron. Nous avons des mentions de ce terme dans les romans de Chrétien de Troyes, qui datent de la seconde moitié du XIIe siècle. Jean de Joinville, célèbre pour son livre la vie de Saint Louis, fait également mention des barons qui accompagnèrent Louis IX durant la septième croisade.
À partir du XVIe siècle, le titre de baron est intégré à la hiérarchie nobiliaire.
Le titre de baron était jusqu'à la Révolution attaché à un type de fief qui a été érigé en baronnie. En Bretagne, les ducs érigèrent neuf baronnies à l'imitation des neuf évêchés du duché. En Normandie, les ducs avaient formé un nombre important de baronnies, donnant à leurs titulaires le droit de siéger à l'Échiquier de Normandie. Leur territoire était généralement et volontairement morcelé. Certaines appartenaient à des menses épiscopales (un évêque en ayant donc l'usufruit en tant que seigneur titulaire tout au long de son épiscopat) et d'autres à des abbayes.
À partir de Napoléon, qui rétablit le titre de baron supprimé par la Révolution française, le titre fut accordé de façon héréditaire, il était alors le plus souvent attaché à une terre où à un majorat (on parlait alors d'un majorat-baronnie), ou bien de façon personnelle. Dans les deux cas, il fut accordé sans plus de considérations féodales, les seigneuries étant abolies depuis 1789, de même que l'étaient les autres titres à savoir : prince, duc, marquis, comte, vicomte, baron, chevalier et écuyer.
Les titres de noblesse ont été restaurés par l'empereur Napoléon Ier sous le Ier Empire (1804-1815), puis conservés sous les règnes des rois Louis XVIII (1815-1824), Charles X (1824-1830), Louis-Philippe Ier (1830-1848) et maintenus sous le Second Empire (1852-1870) par l'empereur Napoléon III (1852-1870). Ces titres de noblesse ont cessé d'exister légalement le dimanche 4 septembre 1870 à l'avènement de la Troisième République. Actuellement, la République française reconnait les anciens titres de noblesse authentiques et réguliers comme accessoire du nom de famille. 
La noblesse française se caractérise pour ses membres par l'usage de la particule : de, d'. Exemples : familles d'Artagnan, d'Alban, de Beauvoir, de Balzac, de Chateaubriand, de Grasse, de Montaigne, de Saint-Exupéry, de Ségur, de Talleyrand-Périgord...

## En Grèce
La hiérarchie nobiliaire était la suivante : prince, duc, comte et baron.

## En Italie
La noblesse italienne désigne l'ensemble des familles nobles ou anoblies reconnues dans le royaume d'Italie de sa fondation à son abolition, au référendum et à la proclamation de la République en 1946. Le dernier roi d'Italie est Umberto II.
Le hiérarchie nobiliaire en Italie est la suivante : 01) prince, 02) duc, 03) marquis, 04) comte, 05) vicomte (plutôt rare), 06) baron, 07) seigneur (uniquement dans le royaume de Sardaigne et dans le royaume de Sicile), 08) patricien, 09) chevalier héréditaire, 10) noble.

## En Lituanie
La grande majorité de la noblesse du grand-duché de Lituanie se considérait comme polonaise.

## Saint-Empire romain germanique (1356-1806)
Les titres de noblesse du Saint-Empire romain germanique étaient noble (Edelfreï), chevalier (Reichsritter), baron (Reichsfreiherr), comte (Reischgraf) et prince (Reichfürst). Ils avaient le privilège de préséance sur toute autre noblesse dans le Saint-Empire.
Cette noblesse disparut en 1806 avec la chute du Saint-Empire par Napoléon Ier et fut ensuite incorporée dans les monarchies européennes actuelles. Le dernier empereur du Saint-Empire romain germanique est François II qui régna de 1792 à 1806.
Le titre de baron (Reichsfreiherr) était accordé par l'empereur, là aussi sans assise féodale, on parlait de « baron de N. et du Saint-Empire ». Tous les enfants, même les filles, portent également le titre sous la forme « baron prénom de N. ».

## Royaume de Hongrie
En Hongrie, le titre de Magnats désignait, depuis 1397, les descendants des barons du royaume (Filii baronum ou bárófi en hongrois). Ces derniers reçurent dans les années 1430 le titre de Magnificus, appellation jusqu'alors réservée aux barons du royaume.
La noblesse hongroise ne connaissait que deux titres : comte et baron. Le rang et titre de prince était réservé aux fils du roi. Celui de duc était réservé aux membres de la famille royale.
Le titre de baron devient héréditaire à partir de 1498.
On distingue les barons du royaume (baron regni), titre le plus élevé et le plus prestigieux, non héréditaire — jusqu'en 1498 —, désignant à l'origine les personnages revêtant les plus hautes fonctions de l'État, et les barons naturels de Hongrie, titre créé en 1487 par le roi Mathias pour récompenser ses plus fidèles partisans.
Ainsi voit le jour la distinction entre « vrais barons » (veri barones), issus de l'exercice des plus hautes charges, et « barons que de nom » (barones nomine solo), simples titres de noblesse.
Sous les Habsbourg, de nombreux titres sont donnés et le titre de baron devient inférieur à celui de comte, bien que ce dernier existe depuis longtemps en Hongrie.

## En Norvège
Bien que la Norvège soit une monarchie, la noblesse norvégienne a été abolie par le Parlement en 1821. Les familles de la noblesse dano-norvégienne sont membres de la noblesse danoise.

## Aux Pays-Bas
La noblesse des Pays-Bas se caractérise traditionnellement pour ses membres par l'usage de la particule nobiliaire : van, van der ou encore van den. Mais il existe des familles nobles qui n'ont pas de particule à leur nom de famille.
Elle compte sept titres de noblesse : 1) Prince, 2) Duc, 3) Marquis, 4) Comte, 5) Vicomte, 6) Baron, 7) Chevalier.

## En Pologne
Jusqu'en 1861, les nobles seuls avaient des noms de famille. Ceux-ci étaient le plus souvent des noms de domaine ou de propriété foncière, pourvus d'un suffixe -icz, -ski ou -cki. La particule nobiliaire « de » ou « von » n'existe pas en Pologne.
La hiérarchie des titres de la noblesse polonaise : 1) prince 2) comte 3) baron 4) noble sans titre. La majorité des familles nobles sont sans titre. Une seule famille noble polonaise porte un titre de marquis : la famille Wielopolski (voir Liste des familles de la noblesse polonaise).
La noblesse polonaise est issue de l'histoire du royaume de Pologne. En 1791, la noblesse polonaise représentait environ 8 % de la population. Les serfs ne reçurent un nom de famille qu'en 1861 avec l'abolition du servage par l'empereur Alexandre II.
Dans la Russie des tsars, la noblesse polonaise est intégrée à la noblesse russe. Les polonais sont alors sujet de l'Empire russe. La première guerre mondiale (1914-1918) et la chute de la monarchie russe (1917) entrainent la proclamation de la République. L'abolition de la noblesse polonaise, en tant que corps social, est prononcée en 1921. 
En 1944, les troupes soviétiques russes envahissement la Pologne. Plusieurs familles nobles sont expulsés en 1945 à l'arrivée de l'Armée rouge et du pouvoir communiste. Le droit à la propriété privée est aboli par le nouveau régime communiste et toutes les propriétés privées sont nationalisées. Avec la fin du régime communiste en 1989 et l'entrée de la Pologne dans l'Union Européenne en 2004, le droit à la propriété privée est rétabli. Quelques familles sont revenues vivre en Pologne.
Pour autant, la restitution des biens des familles nobles polonaises reste depuis un sujet en suspens. C'est complexe en partie et en raison du mouvement des frontières du pays au cours du XXe siècle. Malgré tout, et depuis peu, quelques familles ont pu racheter et ont commencé à restaurer leur ancienne propriété de famille. Ces quelques restaurations participent à dynamiser l'ensemble des corps de métier du bâtiment et suscitent progressivement l'adhésion de la population locale.
Les familles de la noblesse polonaise ont une participation très active dans la Pologne actuelle.

## Au Portugal
La noblesse portugaise est composée de familles de : 1) duc, 2) marquis, 3) comte, 4) vicomte, 5) baron, 6) seigneur ou de noble sans titre.

## En Roumanie
La noblesse roumaine ne ressemblait pas aux noblesses occidentales. Initialement, il ne s'agissait pas d'une noblesse titrée car les nobles roumains n'avaient en général pas de ducs, de marquis, de comte et de barons, à quelques exceptions.
À mesure qu'elle s'intégrait dans la noblesse hongroise de l'Empire d'Autriche-Hongrie, les titres de Prince, de Comte, de Baron et de Chevalier furent progressivement introduits dans la noblesse roumaine.
Après la Seconde Guerre mondiale et l'abdication forcée du roi Michel Ier de Roumanie, le 30 décembre 1947, le régime communiste place les anciennes élites en prison. Les survivants se voient confisquer leurs biens. De nombreux nobles s'exilent en Europe de l'ouest et aux États-Unis d'Amérique pour une période de 45 ans.
Après la chute de la dictature communiste en 1989, l'entrée dans l'OTAN (2004) et dans l'Union Européenne (2007), le droit à la propriété privée est progressivement rétabli. Dans le même mouvement, la famille royale et la noblesse roumaine sont réhabilitées par les nouvelles autorités. Mais la plupart des familles nobles survivantes en Roumanie ont perdu leur statut social ainsi qu'une grande partie de leur mémoire de famille.
Les descendants qui ont revendiqué la restitution de leurs biens nationalisés par le régime communiste (1944-1989) ont pour la plupart échoué en raison de la complexité des procédures, des preuves exigées et du coût des démarches judiciaires.
Des dizaines de milliers de roumains sont dans la même situation. En 2013, la Cour européenne des droits de l'homme mets en place une nouvelle législation favorable à la restitution des biens en Roumanie.
La famille royale de Roumanie vit à nouveau dans le pays et a obtenu la restitution de plusieurs palais nationalisés.

## En Suède
Au royaume de Suède, la noblesse suédoise se compose de la noblesse introduite (les familles nobles introduites à la maison de la noblesse suédoise) et de la noblesse non introduite (constituée de la noblesse avec des titres nobles étrangers résidant en Suède, mais non introduite à la Maison de la noblesse suédoise). Pas de particule au nom de famille.
Les titres de Prince et de Duc sont uniquement réservés aux membres de la famille royale suédoise. La noblesse suédoise est composée de familles de Comtes, de Barons et de nobles sans titre. La majorité des familles nobles sont sans titre. 
Le monarque actuel est le roi Charles XVI Gustave qui règne sur la Suède depuis le 15 Septembre 1973.

## En Tchéquie
La noblesse tchèque est issue du royaume de Bohème, du duché de Silésie, de Moravie, du Saint-Empire romain germanique, de l'empire d'Autriche puis de l'empire d'Autriche-Hongrie. La première guerre mondiale (1914-1918) entraine la dislocation de l'empire d'Autriche-Hongrie et la fin de la monarchie autrichienne en 1918.
Avec la création de la République tchécoslovaque, les titres de noblesse ont été abolis en décembre 1918. Pendant l'occupation de l'Allemagne nazie (1938-1945) et la période communiste (1945-1989), les représentants des familles nobles tchèques ont souvent été persécutés.
La Révolution de Velours (1989) met fin au régime communiste et restaure la démocratie. Le pays est aujourd'hui membre de l'OTAN (1999) et fait partie de l'Union européenne (2004).
Les propriétés saisies par le régime communiste ont été restituées à leurs propriétaires d'origine. Les membres de la noblesse tchèque qui ont émigré à l'étranger sont retournés dans leurs domaines. Les familles nobles et leurs descendants font de nouveau partie de la société tchèque contemporaine.

## En Russie (monarchie impériale jusqu'en 1917)
À la veille de la Première Guerre mondiale, la noblesse russe constituait un ensemble numériquement important: elle comptait environ 1,9 million d'individus, soit près de 1 % de la population russe. Au début du XXe siècle, on comptait huit cent trente familles ayant les titres de princes, comtes et barons. À la chute de la monarchie russe en 1917, une grande partie de la noblesse russe a trouvé refuge en Europe. La famille impériale russe vit toujours en exil à l'étranger.
Créée le 30 Décembre 1922, l'Union des républiques socialistes et soviétiques (URSS) cesse officiellement d'exister le 26 décembre 1991. Le président Boris Eltsine envisage le rétablissement d'un Romanov au sommet de l’État, dont la dynastie a été à la tête du pays pendant plus de trois cents ans. Dès 1991, des échanges sont entamés. En avril 1992, le Grand-Duc Vladimir Kirillovitch de Russie (1917-1992), héritier du trône, est terrassé d'une crise cardiaque au cours d'une conférence à Miami, aux États-Unis.
Le titre de grand-duc est porté uniquement par les membres de la famille impériale, fils ou petit-fils de tsar. En 1913, les grands-ducs étaient au nombre de treize, avec appellation d'altesse impériale. Les autres membres de la famille Romanov portent le titre de prince de sang impérial, avec l'appellation d'altesse.
Des familles de la noblesse russe portent également le titre de prince. Le titre de prince était le plus ancien et prestigieux.Dans la Russie des tsars, le titre de comte russe fut instauré par l'empereur Pierre le Grand.
À la même époque fut introduit et octroyé le titre de baron russe par l'empereur, par la reconnaissance et l'assimilation du titre de baron balte de la noblesse germano-balte présente dans les duchés d'Estonie, de Courlande et de Livonie.
Dans l'Empire russe, le titre de baron était accordé par le tsar de façon héréditaire. À l'inverse de la majeure partie des pays d'Europe, les noms des familles nobles russes ne possèdent pas de particule. Juste le titre et le nom de famille. Exemples : baron Dimsdale, baron von der Pahlen, baron Rennenkampff, baron Volkonsky, baron Vassiliev, baron Wrangell...

## En Ukraine
La noblesse ukrainienne est issue de la noblesse polonaise et de la noblesse russe qui possédaient des propriétés en Ukraine.

## Empire éthiopien (ancien royaume d'Abyssinie)
À la chute de l'empereur Haïlé Sélassié Ier en 1974, dernier empereur d'Éthiopie, le royaume d'Éthiopie était la plus ancienne monarchie du monde. L'Éthiopie était déjà connue au temps de la Bible. L'histoire des éthiopiens se caractérise par l'indépendance que le pays a toujours su préserver, y compris pendant la période coloniale. Le pays était membre de la Société des Nations (SDN). La famille royale vit à nouveau dans le pays.
Les éthiopiens identifient leur pays à l'antique royaume chrétien de Saba. Le premier roi est Ménélik Ier, fils du roi Salomon et de la reine de Saba.
La noblesse éthiopienne était organisée en familles de princes et de nobles sans titres. Pas de titre de baron et de comte.

## Au Japon
Le Kazoku est la noblesse du Japon entre 1869 et 1947. Les titres de noblesse au Japon sont au nombre de cinq : Prince ou Duc, Marquis, Comte, Vicomte et Baron.
Le 31 mars 1908, on dénombrait au Japon 15 ko (ou koshaku) (ducs), 36 ko (ou koshaku) (marquis), 100 haku (ou hakushaku) (comtes), 375 shi (ou shishaku) (vicomtes) et 376 dan (ou danshaku) (barons), le tout représentant 902 familles, comprenant en tout quelque 4600 membres.
De nos jours, on recense 25 princes, 50 ducs et marquis, 137 comtes, 429 vicomtes et 873 barons, soit 1514 personnes. Une loi adoptée en 1959 limite le nombre des princes, des ducs et des marquis et on ne peut en créer de nouveaux que si des lignées portant un de ces titres se sont éteintes. Les titres se transmettent par ordre de primogéniture.
La Constitution actuelle du Japon, datant de 1947, abolit le kazoku et mit fin à l'utilisation des titres de noblesse en dehors de la famille impériale. Néanmoins, les descendants des anciennes familles du kazoku continuent à occuper des postes de première importances dans la société et l'industrie.

## Aux Tonga
La noblesse tongienne est constituée de titres d'inspiration britannique, de manière quelque peu simplifiée en raison du petit nombre de nobles dans ce royaume. Tout noble porte le titre de lord ; le roi a la prérogative de « promouvoir » un lord au titre de baron. À présent, il n'y a qu'un baron aux Tonga, le baron Fielakepa, auquel le roi George Tupou V conféra ce titre lorsqu'il le nomma lord juridique en juillet 2008,,.
Le titre fut créé par le roi Taufaʻahau Tupou IV, qui l'attribua en premier lieu à ʻAlipate Tupou, Lord Vaea, en juin 1970, l'élevant ainsi à un rang de prééminence supérieur à celui de tous les autres nobles (hormis les membres de la famille royale).

## Galerie

Couronne de baron anglais.
Couronne de baron belge.
Couronne de baron du Saint-Empire.
Couronne de baron espagnol.
Couronne de baron germanique (après 1806).
Couronne de baron français.
Couronne de baron et pair de France.
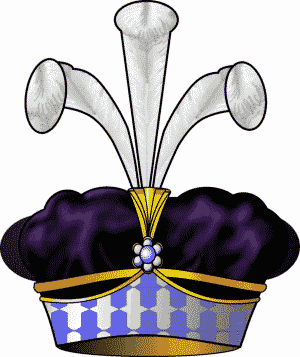
Toque de baron sous l'Empire français.
Couronne de baron suédois.
Couronne de baron danois et norvégien.
Couronne de baron italien.
Couronne de baron des Pays-Bas.
Couronne de baron portugais.

## Traductions
Le titre de baron était tout à fait commun dans la plupart des pays européens et se retrouve dans diverses langues souvent sous une forme légèrement modifiée. La liste suivante inclut les formes masculines et féminines et, le cas échéant, le nom du fief correspondant (la baronnie). L'existence de ce mot dans une langue citée n'implique pas toujours l'utilisation réelle du titre dans le pays correspondant.
| Langue         | Titre masculin                         | Titre féminin                                                                                           | Nom du fief         |
| -------------- | -------------------------------------- | --- | ------------------- |
| Albanais       | Baron                                  | Baroneshë                                                                                               |                     |
| Allemand       | Baron Freiherr                         | Baronin, Baronesse Freifrau (pour l'épouse d'un baron), Freiherrin ou Freiin (pour la fille d'un baron) |                     |
| Anglais        | Baron (en Angleterre) Lord (en Écosse) | Baroness (en Angleterre) Lady (en Écosse)                                                               | Barony              |
| Arménien       | Բարոն (Baron)                          | Բարոնուհի (Baronouhi)                                                                                   |                     |
| Biélorusse     | Baron                                  | Baranesa                                                                                                |                     |
| Bulgare        | Барон (Baron)                          | Баронеса (Baronesa)                                                                                     |                     |
| Catalan        | Baró                                   | Baronessa                                                                                               | Baronia             |
| Croate         | Barun                                  | Barunica                                                                                                |                     |
| Danois         | Baron                                  | Baronesse                                                                                               |                     |
| Espagnol       | Barón                                  | Baronesa                                                                                                |                     |
| Espéranto      | Barono                                 | Baronino                                                                                                | Baronujo            |
| Estonien       | Parun                                  | Paruniproua                                                                                             |                     |
| Finnois        | Paroni, Vapaaherra                     | Paronitar, Vapaaherratar                                                                                |                     |
| Français       | Baron                                  | Baronne                                                                                                 | Baronnie            |
| Grec moderne   | Βαρώνος (Varónos)                      | (Varoni)                                                                                                |                     |
| Hongrois       | Báró, Főúr                             | Bárónő                                                                                                  |                     |
| Islandais      | Barón, Fríherra                        | Barónessa                                                                                               |                     |
| Irlandais      | Barún                                  | Banbharún                                                                                               |                     |
| Italien        | Barone                                 | Baronessa                                                                                               | Baronia             |
| Latin          | Baro                                   | |                     |
| Letton         | Barons                                 | Baronese                                                                                                |                     |
| Lituanien      | Baronas                                | Baroniene                                                                                               |                     |
| Luxembourgeois | Baroun                                 | Barounin, Baronesse                                                                                     |                     |
| Macédonien     | Baron                                  | Baronesa                                                                                                |                     |
| Maltais        | Baruni                                 | Barunessa                                                                                               |                     |
| Monégasque     | Barun                                  | Barunessa                                                                                               |                     |
| Néerlandais    | Baron, Vrijheer (litt. seigneur libre) | Barones, Vrijvrouw (litt. femme libre)                                                                  | Baronie             |
| Norvégien      | Baron, Friherre                        | Baronesse                                                                                               | Baroni              |
| Polonais       | Baron                                  | Baronowa, Baronessa                                                                                     |                     |
| Portugais      | Barão                                  | Baronesa                                                                                                | Baronato            |
| Romanche       | Barun                                  | Barunessa                                                                                               |                     |
| Roumain        | Baron                                  | Baroană (Baroneasă = femme « de type Baron »)                                                           |                     |
| Russe          | Барон (Baron)                          | Баронесса (Baronessa)                                                                                   |                     |
| Serbe          | Барон (Baron)                          | Бароница (Baronica)                                                                                     | Баронија (Baronija) |
| Slovaque       | Barón                                  | Barónka                                                                                                 |                     |
| Slovène        | Baron                                  | Baronica                                                                                                |                     |
| Suédois        | Baron, Friherre                        | Baronessa, Friherrinna                                                                                  |                     |
| Tchèque        | Baron                                  | Baronka, Baronesa                                                                                       |                     |
| Ukrainien      | Барон (Baron)                          | Баронка (Baronka)                                                                                       | Баронеса (Baronesa) |